# NGC 3953
NGC 3953 is een balkspiraalstelsel in het sterrenbeeld Grote Beer. Het hemelobject werd op 12 april 1789 ontdekt door de Duits-Britse astronoom William Herschel.
In het sterrenstelsel zijn de volgende supernovas geobserveerd:
- SN 2001dp
- SN 2006bp

Vanuit de Benelux gezien kan NGC 3953, tijdens de culminatie, tot in het zenit klimmen.

## Synoniemen
- UGC 6870
- MCG 9-20-26
- ZWG 269.13
- PGC 37306